# Макарова Тетяна Петрівна
Тетя́на Петрі́вна Мака́рова (25 вересня 1920 — 25 серпня 1944) — радянська льотчиця, Герой Радянського Союзу (1945, посмертно). У роки німецько-радянської війни — командир авіаційної ланки 46-го гвардійського нічного бомбардувального авіаційного полку (325-а нічна бомбардувальна авіаційна дивізія, 4-а повітряна армія, Другий Білоруський фронт), гвардії лейтенант.

## Життєпис
Народилася 25 вересня 1920 року в місті Москві в родині службовця. Росіянка. У 1935 році закінчила 7 класів московської школи № 12, у 1939 році — Московський механіко-технологічний технікум харчової промисловості. Працювала техніком-кондитером на кондитерській фабриці «Більшовик», навчалась в аероклубі. З 1940 року — льотчик-інструктор аероклубу, пізніше — льотчик-інструктор військової авіаційної школи початкового навчання.
До лав РСЧА призвана у 1941 році. У 1942 році закінчила Енгельсську військову авіаційну школу пілотів. Учасник німецько-радянської війни з травня 1942 року: льотчик, згодом — командир авіаційної ланки 588-го нічного бомбардувального авіаційного полку (з лютого 1943 року — 46-го гвардійського нбап). Воювала на Закавказькому, Північно-Кавказькому і 2-му Білоруському фронтах. Член ВКП(б) з 1942 року.
За роки війни здійснила 628 нічних бойових вильоти.
Загинула під час виконання бойового завдання в ніч на 25 серпня 1944 року північно-західніше міста Замбрув Підляського воєводства (Польща). Похована на радянському військовому кладовищі в місті Остроленка Мазовецького воєводства.

## Нагороди
Указом Президії Верховної Ради СРСР від 23 лютого 1945 року «за зразкове виконання бойових завдань командування на фронті боротьби з німецькими загарбниками та виявлені при цьому відвагу і героїзм», гвардії лейтенантові Макаровій Тетяні Петрівні присвоєне звання Героя Радянського Союзу (посмертно).
Нагороджена орденом Леніна (23.02.1945), двома орденами Червоного Прапора (19.10.1942, 30.06.1944), орденом Вітчизняної війни 1-го ступеня (25.10.1943).